# Station Cercottes
Station Cercottes is een spoorwegstation in de Franse gemeente Cercottes.